# Петров, Иван Петрович (партийный деятель)
Ива́н Петро́вич Петро́в (14 декабря 1893, д. Нижняя Шиньша, Шиньшинская волость, Царевококшайский уезд, Казанская губерния, Российская империя — 10 мая 1938, Казань, Татарская АССР, РСФСР, СССР) — советский государственный, партийный и общественный деятель, педагог, член РКП(б) с 1917 года. Председатель Ревкома Марийской автономной области — первого марийского правительства. Первый председатель Марийского ОБИК. Делегат XVI и XVII съездов ВКП(б). Участник Первой мировой войны.

## Биография
Родился в бедной крестьянской семье в селе Нижняя Шиньша (ныне не существует, вошло в состав села Шиньша Моркинского района Республики Марий Эл). Учился в Уньжинской двуклассной центральной черемисской школе. В 1911 году экстерном сдал экзамены Казанской инородческой учительской семинарии, работал сельским учителем.
Во время I мировой войны служил на Балтийском флоте в Кронштадте. Стоял во главе матросского комитета учебно-минного отряда.
В апреле 1917 года Петров стал членом РКП(б). Работал в Царевококшайском уезде учителем, заведующим отделом народного образования, отделом управления исполкома.
В июне 1918 года — делегат Всероссийского съезда мари. В 1920 году был направлен на Украину.
В 1921 году возглавил Революционный комитет Марийской автономной области. 21—24 июня 1921 года первый областной съезд Советов избрал областной исполком, председателем которого стал И. П. Петров.
В январе 1923 года снят с работы и направлен в Вологду заместителем председателя губисполкома. Здесь трудился недолго, осенью того же года поступил учиться в Институт народного хозяйства, одновременно работал в Марийском представительстве ВЦИК.
В 1927 году был возвращен в Марийскую область, в 1928 году вновь возглавил Марийский ОБИК.
В 1929 году с вхождением МАО в состав Горьковского края был заместителем председателя краевого исполкома. Избран делегатом XVI и XVII съездов ВКП(б) и членом ЦИК СССР.
В 1934 году вернулся на родину и в третий раз стал председателем Марийского ОБИК. В 1936 году стал председателем исполкома Марийской АССР.
В июне 1937 года был арестован и объявлен руководителем марийской буржуазно-националистической организации. 5 марта включён в сталинский «расстрельный» список. 10 мая 1938 года расстрелян в Казани, похоронен на Архангельском кладбище Казани. Реабилитирован посмертно в 1957 году.

## Память

Мемориальная доска на доме № 2 по улице Петрова в Йошкар-Оле

- Его именем названа улица в микрорайоне Сомбатхей Йошкар-Олы (1979)[3]. В 2018 году на доме № 2 по ул. Петрова установлена мемориальная доска[4]. 1 октября 2020 года в рамках мероприятий XI съезда марийского народа на доме № 2 по ул. Петрова состоялось открытие обновлённой мемориальной доски[5].
- В честь 100-летия И. П. Петрова одну из улиц с. Шиньша Моркинского района Марий Эл назвали его именем[6][7].
- К 120-летию И. П. Петрова в центре с. Шиньша открыт памятник[6].
- Его имя носит колхоз в с. Шиньша[8].
- Имя И. П. Петрова выбито на мемориальной стене Архангельского кладбища Казани[3].
- В 2000 году Марийским книжным издательством была выпущена книга доктора исторических наук, профессора Марийского государственного университета К. Н. Санукова «Председатель исполкома» о жизни и деятельности И. Петрова[9].
- 20 декабря 2018 года в с. Шиньша Моркинского района Республики Марий Эл на базе Шиньшинского Дома культуры МБУК «Моркинская ЦКС» и МОУ «Шиньшинская средняя общеобразовательная школа» состоялась Республиканская научно-практическая конференция «У истоков автономии марийского народа» к 125-летию со дня рождения И. П. Петрова[10].
- К 100-летию образования автономии марийского народа в 2020 году будет выпущена памятная медаль, посвящённая памяти И. П. Петрова[11].
- В 2019 году в Республике Марий Эл объявлен конкурс на лучший проект памятников известным культурным и общественным деятелям марийского народа, среди которых значится и И. П. Петров. Итоги конкурса подведены в 2020 году[12].